# Cecilia Payne-Gaposchkinová
Cecilia Helena Payne-Gaposchkinová, rodným jménem Cecilia Payne (10. května 1900 Wendover – 7. prosince 1979 Cambridge) byla britsko-americká astronomka. Je zakladatelkou kvantitativní chemické analýzy hvězdných atmosfér.

## Vzdělání
Narodila se ve Velké Británii v rodině s pruskými kořeny. Získala stipendium na Univerzitě v Cambridgi, kde navštěvovala přednášky z botaniky, fyziky a chemie. Pro astronomii ji v roce 1919 nadchla přednáška Arthura Eddingtona o jeho měřeních v Guinejském zálivu, jimiž chtěl potvrdit či vyvrátit Eisteinovu teorii relativity. Závěr studia se tedy věnovala astronomii, avšak v Cambridgi nezískala akademický titul, neboť ten zde nemohl být udělován ženám až do roku 1948. To byl také jeden z důvodů, proč roku 1923 odešla do méně konzervativních Spojených států amerických.

## Kariéra
Na základě nabídky ředitele Observatoře Harvardovy univerzity, Harlowa Shapleyho, nastoupila jako teprve druhá ženská studentka na tento astronomický výzkumný ústav. Shapley ji přiměl udělat si doktorát na Radcliffe College (dnes součást Harvardovy univerzity). 
Její disertační práce s názvem Stellar Atmospheres, A Contribution to the Observational Study of High Temperature in the Reversing Layers of Stars (1925) z ní učinila hvězdu oboru. Otto Struve ji označil za nejdůležitější dizertaci v dějinách astronomie. V této dizertační práci dokázala, že chemické složení většiny hvězd tvoří ze 70 % vodík a 28 % helium. Pouhá další 2 % v průměru připadají na lehčí prvky jako kyslík, uhlík, neon nebo dusík, ještě mnohem méně na těžší prvky. 
Poté se věnovala studiu hvězd vysoké jasnosti a proměnných hvězd (práce Stars of High Luminosity z roku 1930). V roce 1931 získala americké občanství. V roce 1933 potkala astronoma ruského původu Sergeje Gaposchkina, který se o rok později stal jejím manželem. 
Vyučovala na Harvardově univerzitě, avšak jako žena mohla dlouho působit jen jako Shapleyho asistentka, což ji frustrovalo. Až v roce 1956 se stala první ženou, která byla uvedena do pozice řádného profesora fakulty umění a věd Harvardovy univerzity. Později pak jako první žena vedla na Harvardově univerzitě institut astronomie. Již v roce 1943 se stala členkou Americké akademie věd a umění (American Academy of Arts and Sciences). Výuku na univerzitě ukončila v roce 1966, následně byla jmenována emeritní profesorkou.